# Katastrofa lotu Azerbaijan Airlines 8243

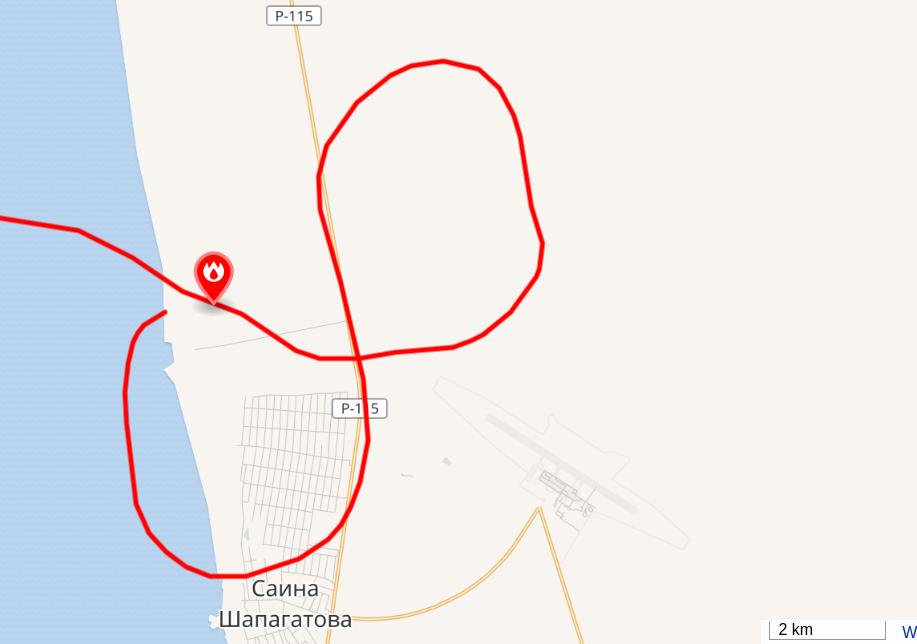
Trasa samolotu przed katastrofą

Katastrofa lotu Azerbaijan Airlines 8243 – zdarzenie lotnicze, które miało miejsce 25 grudnia 2024 roku około 30 kilometrów od miasta Aktau w Kazachstanie. Samolot Embraer E190AR, należący do linii Azerbaijan Airlines i lecący z Baku w Azerbejdżanie do Groznego w Rosji, rozbił się podczas próby podejścia do awaryjnego lądowania na lotnisku w Aktau, gdzie został awaryjnie skierowany. W katastrofie zginęło 38 osób, a 29 zostało rannych.

## Przebieg lotu
Samolot wystartował z międzynarodowego lotniska w Baku o 7:55 czasu lokalnego (UTC+04:00). Samolot został przekierowany na lotnisko w Machaczkale w Dagestanie w Rosji z powodu gęstej mgły w Groznym. Embraer leciał na wysokości około 30 000 stóp, gdy zniknął z zasięgu radaru w Groznym o 8:25 czasu lokalnego (UTC+04:25). Wówczas nastąpiła awaria systemu sterowania, którą mogłoby spowodować zderzenie ze stadem ptaków, wady samolotu lub trafienie rozproszonymi pociskami głowicy rakiety, wystrzelonej przez obronę lotniska. Piloci nie zdecydowali się lądować w Machaczkale, gdyż aby tam dolecieć, musieliby przelecieć nad pasmem górskim, co, przy problemach ze sterowaniem, byłoby ryzykowne. Tym samym zapadła decyzja o locie do Aktau.
Embraer pojawił się w zasięgu radaru w Kazachstanie o 9:35 czasu kazachskiego (UTC+05:00). Następnie o 9:49 piloci poprosili o awaryjne lądowanie na lotnisku Aktau w Kazachstanie. Samolot pojawił się w okolicach lotniska o 10:07, lecąc od strony Morza Kaspijskiego. Piloci podjęli dwie próby lądowania. Uszkodzony samolot chaotycznie zmieniał wysokość lotu, a piloci nie byli w stanie ustabilizować maszyny. O 10:28 samolot zaczął gwałtownie opadać i chwilę później uderzył w ziemię pod ostrym kątem, a jego prawe skrzydło dotknęło ziemi jako pierwsze. Następnie maszyna koziołkowała, eksplodowała i przełamała się na dwie duże części. Oderwany ogon samolotu nie zajął się ogniem i zachował się w dobrym stanie. To w nim przebywały wszystkie osoby ocalałe z katastrofy. Kokpit samolotu i przednia część kabiny pasażerskiej spłonęła całkowicie kilkadziesiąt metrów dalej. Moment katastrofy został zarejestrowany za pomocą smartfonów przez licznych świadków.

## Przyczyny zdarzenia
W dniu zdarzenia rosyjskie media poinformowały, że Embraer zderzył się ze stadem ptaków, co skutkowało awarią systemu sterowania. Wątpliwości co do tej wersji wzbudziły fotografie wykonane na miejscu zdarzenia, które przedstawiały uszkodzenia statecznika pionowego samolotu. Zdjęcia przedstawiały otwory w stateczniku, przypominające ślady po ostrzale. 26 grudnia kanał Euronews poinformował, że w kierunku samolotu został wystrzelony pocisk przeciwlotniczy. W momencie podchodzenia do lądowania w Groznym rosyjska obrona przeciwlotnicza starała się odeprzeć atak ukraińskich dronów. Jeden z pocisków miał eksplodować w pobliżu samolotu. Odłamki pocisku przebiły kadłub i poraniły osoby przebywające na pokładzie. Co więcej, rosyjski kanał informacyjny Baza poinformował, że lotnisko w Groznym nie przyjmowało samolotów z powodu ataku dronów ukraińskich, a nie, jak wcześniej informowała strona rosyjska, złych warunków pogodowych.
Reuters, powołując się na źródła zaznajomione ze wstępnymi wynikami wstępnego śledztwa, przeprowadzonego przez Azerbejdżan w sprawie zdarzenia, podał, że samolot został trafiony przez system Pancyr-S1 rosyjskiej obrony powietrznej. Eksperci zaznaczają, że ślady na elementach samolotu sugerują trafienie pociskiem odłamkowym, a ocalali z katastrofy donosili o eksplozji i odłamkach uderzających w samolot.
Kreml przestrzegł przed wyciąganiem przedwczesnych wniosków, a Rosyjska Federalna Agencja Transportu Lotniczego podtrzymała sugestię, że wypadek mógł zostać spowodowany przez zderzenie z ptactwem.
Jak informuje jeden z portali informacyjnych wyciekły nagrania i anonimowy list, według których rosyjskie ministerstwo obrony mogło wydać rozkaz zestrzelenia samolotu. Anonimowy list, rzekomo od rosyjskiego kapitana PWO, trafił do azerskiego portalu informacyjnego i sugeruje, że Embraer 190 został zestrzelony 25 grudnia 2024 r. na rozkaz rosyjskiego ministerstwa obrony. Oficjalnie nie potwierdzono autentyczności listu ani tożsamości kapitana, ale media dotarły do osoby o takich danych, która przyznała się do napisania wyjaśnienia po incydencie. 

## Reakcje
26 grudnia został ogłoszony dniem żałoby narodowej w Azerbejdżanie.

## Załoga i pasażerowie
| Kraj        | Pasażerowie | Załoga | Razem |
| ----------- | ----------- | ------ | ----- |
| Azerbejdżan | 37          | 5      | 42    |
| Rosja       | 16          | –      | 16    |
| Kazachstan  | 6           | –      | 6     |
| Kirgistan   | 3           | –      | 3     |
| Razem       | 62          | 5      | 67    |

- Źródło[15]:.